# C/2024 S1 (ATLAS)
C/2024 S1 (ATLAS) は、2024年に発見された長周期彗星の一つである。2024年9月27日にアメリカ合衆国・ハワイ州のハレアカラ天文台で行われている小惑星地球衝突最終警報システム (ATLAS-HKO) によって発見された。クロイツ群に属する彗星である可能性があり、太陽の至近距離にまで接近するサングレーザーに属するとみられている。発見当初の仮称は A11bP7I であったが、同年10月1日に小惑星センター (MPC) により発行された小惑星電子回報 (MPEC, Minor Planet Electronic Circulars) にて正式に彗星であると認められ、現在の名称が付与された。ハロウィーンの時期に太陽へ接近し、地球から観測される可能性があったことからメディア上ではハロウィーン彗星とも呼称されていた。

## 特徴
C/2024 S1 (ATLAS) は、発見当初は軌道離心率が1を超える双曲線軌道を持つ非周期彗星であるとされていたが、その後の軌道の精査により数百年の公転周期で軌道を公転している長周期彗星であると改められた。2024年10月28日に太陽から約 0.008 au（約120万 km）しか離れていない近日点を通過するサングレーザーであり、この際に彗星核の崩壊などが発生しなければ肉眼でも観測できるようになり、近日点通過のタイミングで見かけの明るさが-5等級から-7等級に達する可能性が示されていた。同様に非常に太陽に接近する軌道を持つサングレーザーの彗星群であるクロイツ群に軌道が似ているが、そのクロイツ群の代表的な事例として池谷・関彗星 (C/1965 S1) が挙げられる。ただ C/2024 S1 (ATLAS) の発見時の太陽からの距離における見かけの明るさである15.3等級は池谷・関彗星よりも4 - 5等級程度暗いので、池谷・関彗星ほど明るくはならないと予測された。

## 太陽への接近と崩壊
10月初旬には見かけの明るさは12等級から13等級程度になったが、10月8日に C/2024 S1 (ATLAS) の中心部が細長く引き伸ばされており、10月3日の観測時より全体的に暗くなっていることが報告された。これは2020年に C/2019 Y4 (ATLAS) で彗星核の崩壊が発生した時にもみられた兆候で、太陽に接近したことで核表面のガスが蒸発し、潮汐力や核自身の自転と相まって核の崩壊が引き起こされた可能性があるとされた。10月17日には C/2024 S1 (ATLAS) の中央部に急激な増光が発生し、10月18日にかけての24時間で見かけの明るさが一気に1.2等級明るくなる強いアウトバーストが発生したと報告され、概ね9等級から10等級程度の明るさが報告された。その後、C/2024 S1 (ATLAS) が崩壊せずに近日点を通過できるかどうかは意見が分かれていたが、近日点を通過する約2時間前である10月28日午前7時（協定世界時）ごろ、C/2024 S1 (ATLAS) が崩壊し完全に消滅したことが太陽観測衛星 SOHO による観測から確認された。